# Rezerwat przyrody Głowacz
Rezerwat przyrody „Głowacz” – leśny rezerwat przyrody w województwie zachodniopomorskim, w powiecie stargardzkim, w gminie Ińsko, 1 km na zachód od jeziora Dłusko, 2 km na północny wschód od Ściennego i 3 km na południe od Dłuska. Rezerwat położony jest na terenie Ińskiego Parku Krajobrazowego oraz w granicach dwóch obszarów sieci Natura 2000: obszaru specjalnej ochrony ptaków „Ostoja Ińska” PLB 320008 oraz obszaru siedliskowego „Pojezierze Ińskie” PLH320067.
Został utworzony zarządzeniem Ministra Leśnictwa i Przemysłu Drzewnego z dnia 11 kwietnia 1985 roku. Zajmuje powierzchnię 78,12 ha (akt powołujący podawał 78,70 ha).
Celem ochrony w rezerwacie jest zachowanie rzeźby terenu charakterystycznej dla krajobrazu młodoglacjalnego, torfowisk mszarnych i mokradeł śródleśnych, lasów bukowych i olsów oraz związanych z nimi lokalnych populacji rzadkich i zagrożonych gatunków roślin, grzybów i zwierząt.

## Opis rezerwatu
W rezerwacie znajdują się liczne mokradła i oczka wodne zajmujące łączną powierzchnię około 19 ha. Dominują lasy, których jest około 59 ha. Reszta, czyli 0,85 ha to drogi leśne. Rezerwat zlokalizowany jest w strefie moreny czołowej, dla której charakterystyczna jest bardzo urozmaicona rzeźba terenu: liczne wzniesienia posiadają znaczne jak na lokalne warunki deniwelacje, dochodzące do 30 m, ich stoki osiągają nachylenie 10%. Wzniesienie Głowacz o wysokości 180 m n.p.m. jest najwyższym wzniesieniem na Pojezierzu Ińskim. Charakterystyczne dla tego obszaru jest występowanie licznych bezodpływowych zagłębień terenowych. Innym dowodem glacjalnej przeszłości terenu są liczne głazy narzutowe, z których największy ma 6,3 m obwodu.
Niemal 2/3 powierzchni lasów w rezerwacie stanowią drzewostany brzozowe i osikowe pochodzące z samosiewu na gruntach porolnych. Chronione są one jako przykład spontanicznej sukcesji roślinności leśnej. Pozostałe lasy to zbliżone do naturalnych buczyny żyzne Melico-Fagetum i kwaśne Luzulo pilosae-Fagetum, olsy (zarówno torfowcowe, jak i porzeczkowe), na niewielkich powierzchniach grądy, łęgi olszowe i łozowiska. Z rzadkich gatunków roślin leśnych występuje tu: podkolan biały, kruszczyk szerokolistny, czerniec gronkowy. Lasy są ostoją orlika krzykliwego, żurawia oraz schronieniem dla zwierzyny łownej (zwłaszcza dzików i saren).
W 2004 r. znaleziono tu rzadki w Polsce gatunek grzyba Ascocoryne turficola.
Największe mokradło w rezerwacie to mszar o powierzchni około 11 ha. Na kożuchu torfowców występują tu m.in. tak rzadkie gatunki jak: przygiełka biała, turzyca bagienna, rosiczka okrągłolistna, bagno zwyczajne, modrzewnica zwyczajna, w okrajku występuje wolfia bezkorzeniowa.
Według obowiązującego planu ochrony ustanowionego w 2009 roku (z późniejszymi zmianami), obszar rezerwatu objęty jest ochroną czynną.

## Turystyka
- Północno-wschodnim skrajem rezerwatu[3] prowadzi znakowany  zielony turystyczny Szlak Wzniesieniami Moreny Czołowej z Ińska do Cieszyna[6].
- czarny szlak „Na Głowacz” prowadzi od szlaku zielonego na szczyt wzniesienia Głowacz[3], długość 0,5 km[7]